# Hundtjärnarna (Jörns socken, Västerbotten, 723584-172600)
Hundtjärnarna är en sjö i Skellefteå kommun i Västerbotten och ingår i Byskeälvens huvudavrinningsområde.